# Syringa emodi
Syringa emodi är en syrenväxtart som beskrevs av Nathaniel Wallich och George Don jr. Syringa emodi ingår i släktet syrener, och familjen syrenväxter. Inga underarter finns listade i Catalogue of Life.

## Bildgalleri

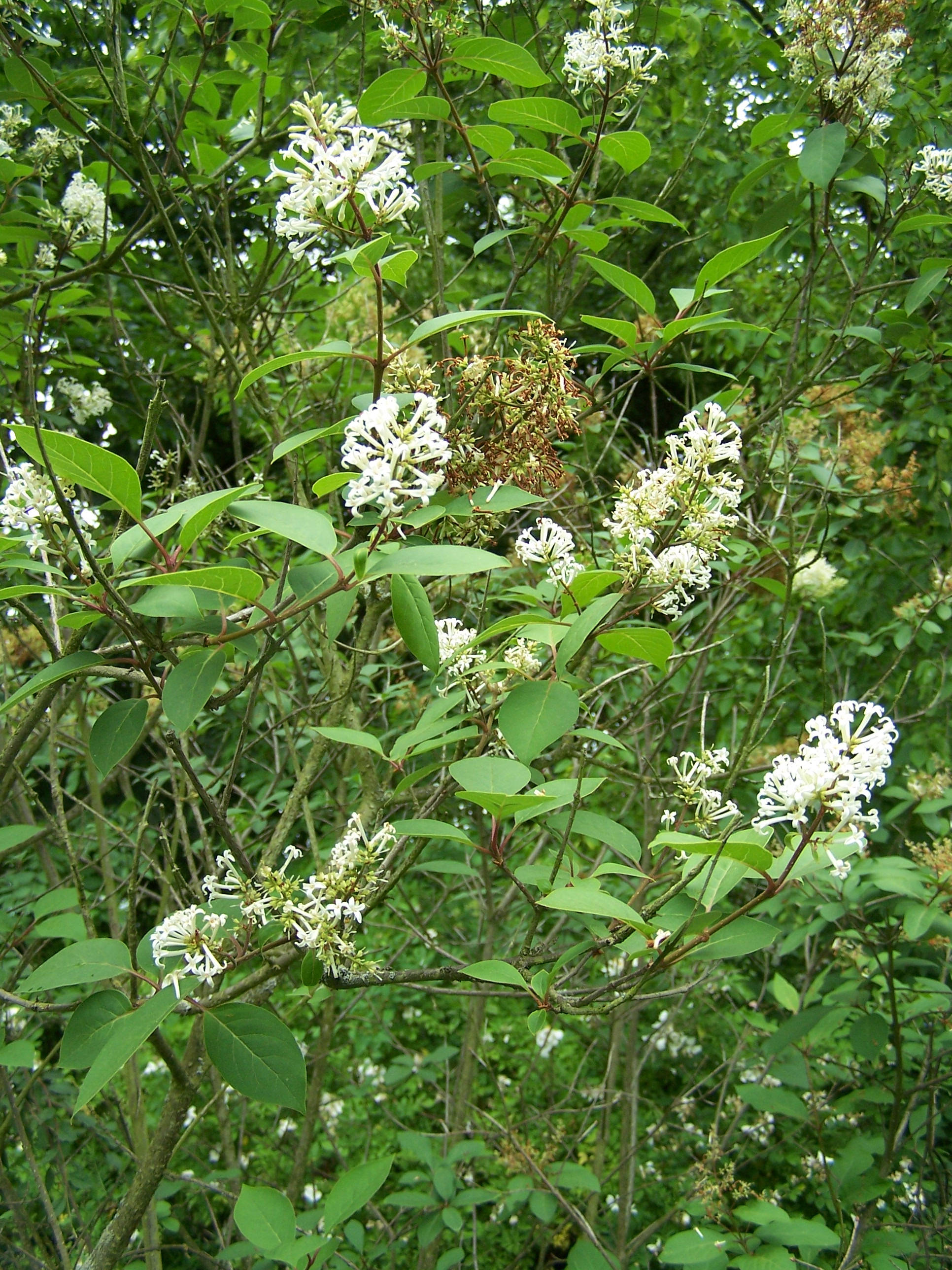
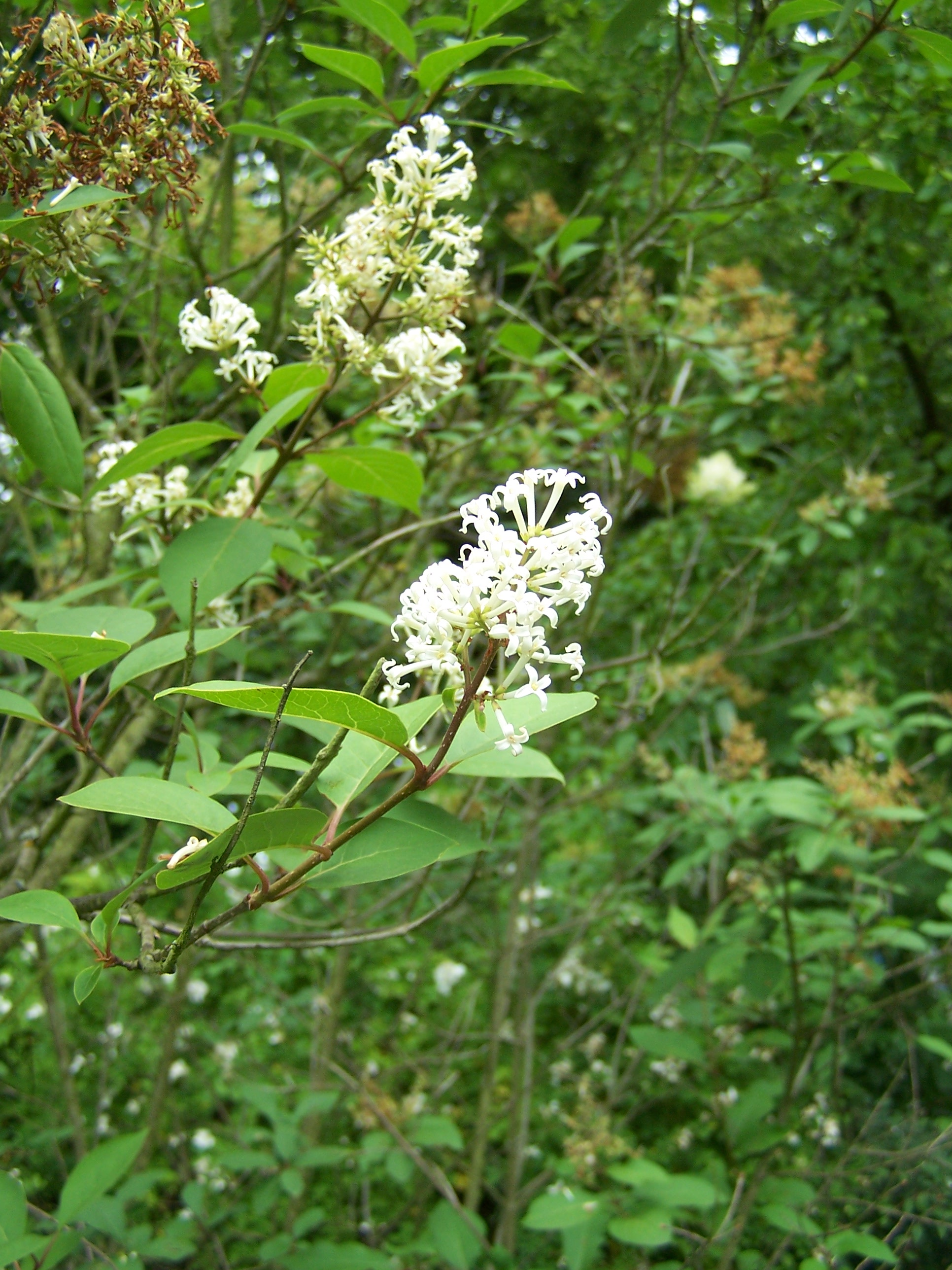